# Mexikó az 1964. évi nyári olimpiai játékokon
Mexikó a japán Tokióban megrendezett 1964. évi nyári olimpiai játékok egyik részt vevő nemzete volt. Az országot az olimpián 15 sportágban 94 sportoló képviselte, akik összesen 1 érmet szereztek.

## Érmesek
| Érem  | Versenyző   | Sportág   | Versenyszám |
| ----- | ----------- | --------- | ----------- |
| Bronz | Juan Fabila | Ökölvívás | Harmatsúly  |

## Atlétika
Férfi
| Versenyző      | Versenyszám | Előfutam | Előfutam | Előfutam | Negyeddöntő | Negyeddöntő | Negyeddöntő | Elődöntő | Elődöntő | Elődöntő | Döntő   | Döntő    |
| Versenyző      | Versenyszám | Idő      | Hely.    | Össz.    | Idő         | Hely.       | Össz.       | Idő      | Hely.    | Össz.    | Idő     | Helyezés |
| -------------- | ----------- | -------- | -------- | -------- | ----------- | ----------- | ----------- | -------- | -------- | -------- | ------- | -------- |
| Carlos Lorenzo | 100 m       | 10,74    | 4.       | 35.*     | kiesett     | kiesett     | kiesett     | kiesett  | kiesett  | kiesett  | kiesett | kiesett  |
| Carlos Lorenzo | 200 m       | 21,60    | 6.       | 34.      | kiesett     | kiesett     | kiesett     | kiesett  | kiesett  | kiesett  | kiesett | kiesett  |
| Didier Mejía   | 400 m       | 48,1     | 7.       | 40.      | kiesett     | kiesett     | kiesett     | kiesett  | kiesett  | kiesett  | kiesett | kiesett  |
| Fidel Negrete  | Maraton     |          |          |          |             |             |             |          |          |          | 2:26:07 | 21.      |
| Víctor Peralta | Maraton     |          |          |          |             |             |             |          |          |          | 2:44:23 | 53.      |

Női
| Versenyző       | Versenyszám | Előfutam | Előfutam | Előfutam | Negyeddöntő | Negyeddöntő | Negyeddöntő | Elődöntő | Elődöntő | Elődöntő | Döntő   | Döntő    |
| Versenyző       | Versenyszám | Idő      | Hely.    | Össz.    | Idő         | Hely.       | Össz.       | Idő      | Hely.    | Össz.    | Idő     | Helyezés |
| --------------- | ----------- | -------- | -------- | -------- | ----------- | ----------- | ----------- | -------- | -------- | -------- | ------- | -------- |
| Esperanza Girón | 100 m       | 12,21    | 6.       | 36.      | kiesett     | kiesett     | kiesett     | kiesett  | kiesett  | kiesett  | kiesett | kiesett  |
| Esperanza Girón | 200 m       | 25,3     | 6.       | 27.      |             |             |             | kiesett  | kiesett  | kiesett  | kiesett | kiesett  |

* - két másik versenyzővel azonos időt ért el

## Birkózás
Kötöttfogású
| Versenyző         | Versenyszám | 1. forduló                    | 2. forduló                           | 3. forduló        | 4. forduló        | 5. forduló        | Döntő             | Helyezés    |
| Versenyző         | Versenyszám | Ellenfél Eredmény             | Ellenfél Eredmény                    | Ellenfél Eredmény | Ellenfél Eredmény | Ellenfél Eredmény | Ellenfél Eredmény | Helyezés    |
| ----------------- | ----------- | ----------------------------- | ------------------------------------ | ----------------- | ----------------- | ----------------- | ----------------- | ----------- |
| César del Rio     | 52 kg       | John Wilson (USA) · kétvállas | Dumitru Pîrvulescu (ROU) · kétvállas | kiesett           | kiesett           |                   | kiesett           | helyezetlen |
| Moises López      | 57 kg       | Bishambar Singh (IND) · 3-1   | Kamel Ali El-Sayed (RAU) · 3-1       | kiesett           | kiesett           | kiesett           | kiesett           | helyezetlen |
| Mario Tovar       | 63 kg       | Szakurama Kódzsi (JPN) · 3-1  | Joseph Mewis (BEL) · visszalépett    | kiesett           | kiesett           | kiesett           | kiesett           | helyezetlen |
| Alejandro Echaniz | 70 kg       | Wahid Ullah Zaid (AFG) · 2-2  | Rune Johnsson (SWE) · kétvállas      | kiesett           | kiesett           | kiesett           | kiesett           | helyezetlen |

Szabadfogású
| Versenyző         | Versenyszám | 1. forduló                         | 2. forduló                        | 3. forduló                   | 4. forduló                    | 5. forduló        | Döntő             | Helyezés    |
| Versenyző         | Versenyszám | Ellenfél Eredmény                  | Ellenfél Eredmény                 | Ellenfél Eredmény            | Ellenfél Eredmény             | Ellenfél Eredmény | Ellenfél Eredmény | Helyezés    |
| ----------------- | ----------- | ---------------------------------- | --------------------------------- | ---------------------------- | ----------------------------- | ----------------- | ----------------- | ----------- |
| César del Rio     | 52 kg       | Eduardo Campbell (PAN) · kétvállas | Josida Josikacu (JPN) · kétvállas | kiesett                      | kiesett                       | kiesett           | kiesett           | helyezetlen |
| Moises López      | 57 kg       | Ajdin Ibragimov (URS) · 3-1        | Pekka Alanen (FIN) · 2-2          | Bishambar Singh (IND) · 3-1  | kiesett                       | kiesett           | kiesett           | helyezetlen |
| Mario Tovar       | 63 kg       | Roy Meehan (NZL) · kétvállas       | Geoffrey Brown (AUS) · 1-3        | Reiner Schilling (EUA) · 3-1 | Ebrahim Szeifpour (IRI) · 3-1 | kiesett           | kiesett           | helyezetlen |
| Alejandro Echaniz | 70 kg       | Sidney Marsh (AUS) · kétvállas     | Kenneth Stephenson (GBR) · 3-1    | kiesett                      | kiesett                       | kiesett           | kiesett           | helyezetlen |

## Cselgáncs
| Versenyző            | Versenyszám | Csoportkör                                                                                      | Csoportkör | Negyeddöntő       | Elődöntő          | Döntő             | Helyezés |
| Versenyző            | Versenyszám | Ellenfél Eredmény                                                                               | Hely.      | Ellenfél Eredmény | Ellenfél Eredmény | Ellenfél Eredmény | Helyezés |
| -------------------- | ----------- | ----------------------------------------------------------------------------------------------- | ---------- | ----------------- | ----------------- | ----------------- | -------- |
| René Arredondo       | Könnyűsúly  | 5. csoport · Oscar Karpenkopf (ARG) · V · Vicente Uematsu (PHI) · GY · Gerhard Zotter (AUT) · V | 2.         | kiesett           | kiesett           | kiesett           | 9.       |
| Gabriel Goldschmied  | Középsúly   | 2. csoport · James Bregman (USA) · V · Peter Paige (AUS) · GY                                   | 2.         | kiesett           | kiesett           | kiesett           | 9.       |
| Salvador Goldschmied | Nehézsúly   | 1. csoport · Csang Cung-huj (Chang Chung-Huei) (ROC) · V · Doug Rogers (CAN) · V                | 3.         | kiesett           | kiesett           | kiesett           | 11.      |

## Evezés
| Versenyző                            | Versenyszám  | Előfutam | Előfutam | Vigaszág | Vigaszág | Döntő | Döntő   | Döntő | Helyezés |
| Versenyző                            | Versenyszám  | Idő      | Hely.    | Idő      | Hely.    | Típus | Idő     | Hely. | Helyezés |
| ------------------------------------ | ------------ | -------- | -------- | -------- | -------- | ----- | ------- | ----- | -------- |
| Otto Plettner                        | Egypárevezős | 8:03,86  | 5.       | 7:46,84  | 4.       | B     | 7:33,24 | 4.    | 10.      |
| Roberto Friedrich Fernando Scheffler | Kétpárevezős | 7:34,34  | 4.       | 7:35,14  | 3.       | B     | 7:27,47 | 5.    | 11.      |

## Kerékpározás

### Országúti kerékpározás
| Versenyző                                                   | Versenyszám     | Idő                    | Helyezés      |
| ----------------------------------------------------------- | --------------- | ---------------------- | ------------- |
| Francisco Coronel                                           | Mezőnyverseny   | 5:02:15,00 (+22:23,37) | 104.          |
| Heriberto Díaz                                              | Mezőnyverseny   | nem ért célba          | nem ért célba |
| Moisés López                                                | Mezőnyverseny   | kizárták               | kizárták      |
| Melesio Soto                                                | Mezőnyverseny   | 4:39:51,83 (+0:00,20)  | 93.           |
| Adolfo Belmonte Antonio Duque Moisés López Porfirio Remigio | Csapat időfutam | 2:38:14,55 (+11:43,36) | 17.           |

### Pálya-kerékpározás
Sprintverseny
| Versenyző        | Versenyszám  | 1. forduló                                           | 1. forduló | Vigaszág selejtező                               | Vigaszág selejtező | Vigaszág döntő       | Vigaszág döntő | Nyolcaddöntő           | Nyolcaddöntő | Vigaszág selejtező     | Vigaszág selejtező | Vigaszág döntő       | Vigaszág döntő | Negyeddöntő          | Elődöntő             | Döntő                | Helyezés    |
| Versenyző        | Versenyszám  | Ellenfelek Győztes idő                               | Hely.      | Ellenfelek Győztes idő                           | Hely.              | Ellenfél Győztes idő | Hely.          | Ellenfelek Győztes idő | Hely.        | Ellenfelek Győztes idő | Hely.              | Ellenfél Győztes idő | Hely.          | Ellenfél Győztes idő | Ellenfél Győztes idő | Ellenfél Győztes idő | Helyezés    |
| ---------------- | ------------ | ---------------------------------------------------- | ---------- | ------------------------------------------------ | ------------------ | -------------------- | -------------- | ---------------------- | ------------ | ---------------------- | ------------------ | -------------------- | -------------- | -------------------- | -------------------- | -------------------- | ----------- |
| José Mercado     | Férfi egyéni | Szató Kacuhiko (JPN) · Jackie Simes (USA) · 11,92    | 2.         | Niels Fredborg (DEN) · Alan Grieco (USA) · 12,31 | 3.                 | kiesett              | kiesett        | kiesett                | kiesett      | kiesett                | kiesett            | kiesett              | kiesett        | kiesett              | kiesett              | kiesett              | helyezetlen |
| José Luis Tellez | Férfi egyéni | Pierre Trentin (FRA) · Nguyễn Văn Châu (VIE) · 12,77 | 3.         | Oscar García (ARG) · Fitzroy Hoyte (TRI) · 12,16 | 3.                 | kiesett              | kiesett        | kiesett                | kiesett      | kiesett                | kiesett            | kiesett              | kiesett        | kiesett              | kiesett              | kiesett              | helyezetlen |

Időfutam
| Versenyző    | Versenyszám  | Idő     | Helyezés |
| ------------ | ------------ | ------- | -------- |
| José Mercado | Férfi egyéni | 1:12,83 | 13.      |

Tandem
| Versenyző                     | Versenyszám     | 1. forduló                                                     | Vigaszág selejtező                                                                                             | Vigaszág selejtező | Vigaszág döntő         | Vigaszág döntő | Negyeddöntő          | Elődöntő             | Döntő                | Helyezés    |
| Versenyző                     | Versenyszám     | Ellenfél Győztes idő                                           | Ellenfél Győztes idő                                                                                           | Hely.              | Ellenfelek Győztes idő | Hely.          | Ellenfél Győztes idő | Ellenfél Győztes idő | Ellenfél Győztes idő | Helyezés    |
| ----------------------------- | --------------- | -------------------------------------------------------------- | --- | ------------------ | ---------------------- | -------------- | -------------------- | -------------------- | -------------------- | ----------- |
| José Mercado José Luis Tellez | Férfi kétüléses | Olaszország (ITA) · Angelo Damiano · Sergio Bianchetto · 11,00 | Franciaország (FRA) · Daniel Morelon · Pierre Trentin · Japán (JPN) · Madarame Hideo · Tesima Tosimicu · 13,49 | 2.                 | kiesett                | kiesett        | kiesett              | kiesett              | kiesett              | helyezetlen |

Üldözőversenyek
| Versenyző     | Versenyszám  | Selejtező                         | Selejtező | Selejtező | Negyeddöntő  | Negyeddöntő | Negyeddöntő | Elődöntő     | Elődöntő  | Elődöntő | Döntő        | Döntő     | Helyezés    |
| Versenyző     | Versenyszám  | Ellenfél Idő                      | Saját idő | Hely.     | Ellenfél Idő | Saját idő   | Hely.       | Ellenfél Idő | Saját idő | Hely.    | Ellenfél Idő | Saját idő | Helyezés    |
| ------------- | ------------ | --------------------------------- | --------- | --------- | ------------ | ----------- | ----------- | ------------ | --------- | -------- | ------------ | --------- | ----------- |
| Antonio Duque | Férfi egyéni | Muhammad Ashiq (PAK) · lekörözték | 5:19,98   | 1.        | kiesett      | kiesett     | kiesett     | kiesett      | kiesett   | kiesett  | kiesett      | kiesett   | helyezetlen |

## Kosárlabda
| Mexikói férfi kosárlabdacsapat-játékoskeret                                         | Mexikói férfi kosárlabdacsapat-játékoskeret                                       |
| ----------------------------------------------------------------------------------- | --------------------------------------------------------------------------------- |
| - Alberto Almanza - Miguel Arellano - Eulalio Avila - Luis Grajeda - Rafael Heredia | - Armando Herrera - Mario Peña - Rico Pontvianne - Manuel Raga - Carlos Quintanar |

### Eredmények
Csoportkör
A csoport
| Csapat              | M | Gy | V | P+  | P–  | Pk   |
| ------------------- | - | -- | - | --- | --- | ---- |
| Szovjetunió (URS)   | 7 | 7  | 0 | 562 | 424 | +138 |
| Puerto Rico (PUR)   | 7 | 5  | 2 | 493 | 454 | +39  |
| Lengyelország (POL) | 7 | 4  | 3 | 467 | 448 | +19  |
| Olaszország (ITA)   | 7 | 4  | 3 | 495 | 480 | +15  |
| Mexikó (MEX)        | 7 | 3  | 4 | 485 | 514 | –29  |
| Japán (JPN)         | 7 | 3  | 4 | 421 | 428 | –7   |
| Magyarország (HUN)  | 7 | 2  | 5 | 407 | 469 | –62  |
| Kanada (CAN)        | 7 | 0  | 7 | 408 | 521 | –113 |

| 1964. október 11. 16:00 | Olaszország (ITA) | 85 – 80 | Mexikó (MEX) |  |
| 1964. október 11. 16:00 | (42–45)           |         |              |  |

| 1964. október 12. 19:00 | Szovjetunió (URS) | 87 – 76 | Mexikó (MEX) |  |
| 1964. október 12. 19:00 | (37–28)           |         |              |  |

| 1964. október 13. 13:30 | Puerto Rico (PUR) | 73 – 55 | Mexikó (MEX) |  |
| 1964. október 13. 13:30 | (30–27)           |         |              |  |

| 1964. október 14. 20:30 | Mexikó (MEX) | 71 – 70 | Lengyelország (POL) |  |
| 1964. október 14. 20:30 | (27–36)      |         |                     |  |

| 1964. október 16. 12:00 | Mexikó (MEX) | 78 – 68 | Kanada (CAN) |  |
| 1964. október 16. 12:00 | (47–18)      |         |              |  |

| 1964. október 17. 10:30 | Magyarország (HUN) | 69 – 61 | Mexikó (MEX) |  |
| 1964. október 17. 10:30 | (31–30)            |         |              |  |

| 1964. október 18. 16:00 | Mexikó (MEX) | 64 – 62 | Japán (JPN) |  |
| 1964. október 18. 16:00 | (34–30)      |         |             |  |

A 9–12. helyért
| 1964. október 21. 14:00 | Ausztrália (AUS) | 70 – 58 | Mexikó (MEX) |  |
| 1964. október 21. 14:00 | (33–25)          |         |              |  |

A 11. helyért
| 1964. október 23. 14:00 | Finnország (FIN) | 73 – 72 | Mexikó (MEX) |  |
| 1964. október 23. 14:00 | (38–40)          |         |              |  |

| Csapat       | Helyezés |
| ------------ | -------- |
| Mexikó (MEX) | 12.      |

## Labdarúgás
| Mexikói labdarúgócsapat-játékoskeret                                                                                    | Mexikói labdarúgócsapat-játékoskeret                                                                                            |
| --- | --- |
| - Carlos Albert - Raúl Arellano - José Luis Aussín - Ignacio Calderón - Raúl Chávez - Ernesto Cisneros - Javier Fragoso | - Miguel Galván - José Luis González - Carlos Gutiérrez - Guillermo Hernández - Efrain Loza - Albino Morales - Felipe Ruvalcaba |

### Eredmények
Csoportkör
A csoport
| Csapat                | M | Gy | D | V | G+ | G– | Gk | P |
| --------------------- | - | -- | - | - | -- | -- | -- | - |
| Egyesült Német Csapat | 3 | 2  | 1 | 0 | 7  | 1  | +6 | 5 |
| Románia               | 3 | 2  | 1 | 0 | 5  | 2  | +3 | 5 |
| Mexikó                | 3 | 0  | 1 | 2 | 2  | 6  | –4 | 1 |
| Irán                  | 3 | 0  | 1 | 2 | 1  | 6  | –5 | 1 |

| 1964. október 11. 14:00 |

| Románia (ROU)                            | 3–1               | Mexikó      |
| ---------------------------------------- | ----------------- | ----------- |
| Greinideanu 20' Pircalab 33' Ionescu 47' | (2–0) Jegyzőkönyv | Fragoso 72' |

| Ómija stadion, Ómija Játékvezető: Jokojama Jozó (japán) Asszisztensek: Miguel Comesaña (argentin), Aszami Tosio (japán) |

| 1964. október 13. 13:59 |

| Irán (IRI)   | 1–1               | Mexikó            |
| ------------ | ----------------- | ----------------- |
| Naierlou 59' | (0–0) Jegyzőkönyv | José González 54' |

| Csicsibu Herceg Stadion, Tokió Játékvezető: John Stanley Wontumi (ghánai) Asszisztensek: Jokojama Jozó (japán), Aszami Tosio (japán) |

| 1964. október 15. 14:00 |

| Egyesült Német Csapat (EUA) | 2–0               | Mexikó |
| --------------------------- | ----------------- | ------ |
| Barthels 37' Nöldner 66'    | (1–0) Jegyzőkönyv |        |

| Micuzava stadion, Jokohama Játékvezető: Gregg De Silva (maláj) Asszisztensek: Kim Dokcshon (dél-koreai), Szató Hirosi (japán) |

| Csapat       | Helyezés |
| ------------ | -------- |
| Mexikó (MEX) | 11.      |

## Lovaglás
Díjugratás
| Versenyző                                      | Ló                    | Versenyszám | 1. forduló    | 1. forduló    | 2. forduló    | 2. forduló    | Összesen    | Összesen    |
| Versenyző                                      | Ló                    | Versenyszám | Pont          | Hely.         | Pont          | Hely.         | Pont        | Helyezés    |
| ---------------------------------------------- | --------------------- | ----------- | ------------- | ------------- | ------------- | ------------- | ----------- | ----------- |
| Ricardo Guasch                                 | Huracan               | Egyéni      | 33,75         | 35.           | 36,00         | 38.           | 69,75       | 37.         |
| Joaquín Hermida                                | Porfirio              | Egyéni      | nem ért célba | nem ért célba | kiesett       | kiesett       | helyezetlen | helyezetlen |
| Héctor Zatarain                                | Nube                  | Egyéni      | 66,25         | 42.           | nem ért célba | nem ért célba | helyezetlen | helyezetlen |
| Ricardo Guasch Joaquín Hermida Héctor Zatarain | Huracan Porfirio Nube | Csapat      | 186,25        | 12.           | 178,50        | 14.           | 364,75      | 13.         |

Lovastusa
| Versenyző                                      | Ló                    | Versenyszám | Díjlovaglás | Díjlovaglás | Tereplovaglás | Tereplovaglás | Díjugratás | Díjugratás | Végeredmény | Végeredmény |
| Versenyző                                      | Ló                    | Versenyszám | Bünt.       | Hely.       | Bünt.         | Hely.         | Bünt.      | Hely.      | Bünt.       | Helyezés    |
| ---------------------------------------------- | --------------------- | ----------- | ----------- | ----------- | ------------- | ------------- | ---------- | ---------- | ----------- | ----------- |
| José González                                  | Condor                | Egyéni      | -66,00      | 33.         | 69,60         | 17.           | -40,00     | 32.        | -36,40      | 22.         |
| Eduardo Higareda                               | Engano                | Egyéni      | -61,67      | 25.         | -88,00        | 33.           | -10,00     | 13.        | -159,67     | 31.         |
| Joaquín Madrigal                               | Principiante          | Egyéni      | -69,33      | 35.         | nem ért célba | nem ért célba | kiesett    | kiesett    | kiesett     | kiesett     |
| Manuel Mendívil                                | Xihuilt               | Egyéni      | -69,67      | 36.         | -108,40       | 34.           | 0,00       | 1.         | -178,07     | 32.         |
| José González Eduardo Higareda Manuel Mendívil | Condor Engano Xihuilt | Csapat      | -197,00     | 10.         | -126,80       | 9.            | -50,00     | 7.         | -374,14     | 9.          |

## Műugrás
Férfi
| Versenyző        | Versenyszám        | Selejtező | Selejtező | Döntő   | Döntő    |
| Versenyző        | Versenyszám        | Pont      | Helyezés  | Pont    | Helyezés |
| ---------------- | ------------------ | --------- | --------- | ------- | -------- |
| José Robinson    | Egyéni műugrás     | 82,42     | 19.       | kiesett | kiesett  |
| Álvaro Gaxiola   | Egyéni műugrás     | 85,78     | 15.       | kiesett | kiesett  |
| Álvaro Gaxiola   | Egyéni toronyugrás | 87,07     | 18.       | kiesett | kiesett  |
| Roberto Madrigal | Egyéni toronyugrás | 93,82     | 5.        | 144,27  | 4.       |
| Luis Niño        | Egyéni toronyugrás | 91,46     | 10.       | kiesett | kiesett  |
| Luis Niño        | Egyéni műugrás     | 87,87     | 12.       | kiesett | kiesett  |

## Ökölvívás
| Versenyző          | Versenyszám  | Selejtező                  | 32-es főtábla                    | Nyolcaddöntő                            | Negyeddöntő                | Elődöntő                                 | Döntő             | Helyezés |
| Versenyző          | Versenyszám  | Ellenfél Eredmény          | Ellenfél Eredmény                | Ellenfél Eredmény                       | Ellenfél Eredmény          | Ellenfél Eredmény                        | Ellenfél Eredmény | Helyezés |
| ------------------ | ------------ | -------------------------- | -------------------------------- | --------------------------------------- | -------------------------- | ---------------------------------------- | ----------------- | -------- |
| Juan Fabila        | Harmatsúly   |                            | Sadegh Khoi (IRI) · 3-2          | Law Hon Pak (HKG) · 5-0                 | Oleg Grigorjev (URS) · 3-2 | Csong Sindzso (Jeong Sin-jo) (KOR) · 1-4 | kiesett           |          |
| José Antonio Duran | Pehelysúly   |                            | Youssef Anwer (IRQ) · 5-0        | Szok Csonggu (Seok Jong-gu) (KOR) · 4-1 | Charles Brown (USA) · 1-4  | kiesett                                  | kiesett           | 5.       |
| Mario Serrano      | Könnyűsúly   | Abebe Mekonnen (ETH) · 5-0 | Alex Odhiambo (UGA) · 0-5        | kiesett                                 | kiesett                    | kiesett                                  | kiesett           | 17.      |
| Eduardo Zazueta    | Kisváltósúly | John Olulu (KEN) · 0-5     | kiesett                          | kiesett                                 | kiesett                    | kiesett                                  | kiesett           | 33.      |
| Alfonso Ramírez    | Váltósúly    |                            | Constantin Niculescu (ROU) · 0-5 | kiesett                                 | kiesett                    | kiesett                                  | kiesett           | 17.      |

## Öttusa
| Versenyző                                    | Versenyszám | Lovaglás | Lovaglás | Lovaglás | Vívás    | Vívás | Vívás | Lövészet | Lövészet | Lövészet | Úszás  | Úszás | Úszás | Futás   | Futás | Futás | Összesen    | Összesen |
| Versenyző                                    | Versenyszám | Idő      | Pont     | Hely.    | Eredmény | Pont  | Hely. | Pontszám | Pont     | Hely.    | Idő    | Pont  | Hely. | Idő     | Pont  | Hely. | Összes pont | Helyezés |
| -------------------------------------------- | ----------- | -------- | -------- | -------- | -------- | ----- | ----- | -------- | -------- | -------- | ------ | ----- | ----- | ------- | ----- | ----- | ----------- | -------- |
| David Bárcena                                | Egyéni      | 2:34,3   | 1070     | 11.      | 5–31     | 208   | 37.   | 188      | 860      | 19.      | 4:10,3 | 950   | 24.   | 15:38,3 | 886   | 24.   | 3974        | 34.      |
| Eduardo Florez                               | Egyéni      | 2:39,6   | 1100     | 1.       | 16–20    | 604   | 24.   | 172      | 540      | 36.      | 4:31,2 | 845   | 33.   | 16:07,9 | 799   | 30.   | 3888        | 35.      |
| Enrique Padilla                              | Egyéni      | 2:45,8   | 1070     | 14.      | 12–24    | 460   | 33.   | 177      | 640      | 33.      | 4:49,5 | 755   | 36.   | 15:55,4 | 835   | 26.   | 3760        | 36.      |
| David Bárcena Eduardo Florez Enrique Padilla | Csapat      |          | 3240     | 2.       |          | 1196  | 11.   |          | 2040     | 11.      |        | 2550  | 10.   |         | 2520  | 10.   | 11546       | 11.      |

## Sportlövészet
Férfi
| Versenyző        | Versenyszám           | Pont | Helyezés |
| ---------------- | --------------------- | ---- | -------- |
| Raúl Ibarra      | Szabadpisztoly        | 524  | 37.      |
| Enrique Torres   | Szabadpisztoly        | 524  | 35.      |
| Jesús Elizondo   | Sportpuska, fekvő     | 590  | 19.      |
| Olegario Vázquez | Sportpuska, fekvő     | 587  | 37.      |
| Olegario Vázquez | Sportpuska, összetett | 1132 | 19.      |
| Abel Vázquez     | Sportpuska, összetett | 1115 | 29.      |

## Súlyemelés
| Versenyző    | Versenyszám | Nyomás   | Nyomás   | Szakítás | Szakítás | Lökés    | Lökés    | Összesen | Helyezés |
| Versenyző    | Versenyszám | Eredmény | Helyezés | Eredmény | Helyezés | Eredmény | Helyezés | Összesen | Helyezés |
| ------------ | ----------- | -------- | -------- | -------- | -------- | -------- | -------- | -------- | -------- |
| Mauro Alanís | 60 kg       | 95,0     | 18.      | 90,0     | 19.      | 130,0    | 12.      | 315,0    | 17.      |

## Úszás
Férfi
| Versenyző                                                          | Versenyszám          | Előfutam | Előfutam | Előfutam | Elődöntő | Elődöntő | Elődöntő | Döntő   | Döntő    |
| Versenyző                                                          | Versenyszám          | Idő      | Hely.    | Össz.    | Idő      | Hely.    | Össz.    | Idő     | Helyezés |
| ------------------------------------------------------------------ | -------------------- | -------- | -------- | -------- | -------- | -------- | -------- | ------- | -------- |
| Salvador Ruíz                                                      | 100 m gyors          | 58,8     | 6.       | 55.      | kiesett  | kiesett  | kiesett  | kiesett | kiesett  |
| Guillermo Echevarría                                               | 1500 m gyors         | 17:35,0  | 3.       | 9.       |          |          |          | kiesett | kiesett  |
| Alfredo Guzmán                                                     | 1500 m gyors         | 18:07,4  | 4.       | 18.      |          |          |          | kiesett | kiesett  |
| Gabriel Altamirano                                                 | 200 m pillangó       | 2:17,9   | 4.       | 19.      | kiesett  | kiesett  | kiesett  | kiesett | kiesett  |
| Juan Alanís                                                        | 200 m pillangó       | 2:23,9   | 5.       | 27.      | kiesett  | kiesett  | kiesett  | kiesett | kiesett  |
| Juan Alanís                                                        | 400 m vegyes         | 5:18,6   | 6.       | 25.      |          |          |          | kiesett | kiesett  |
| Guillermo Davila                                                   | 400 m vegyes         | 5:27,1   | 7.       | 27.      |          |          |          | kiesett | kiesett  |
| Rafael Hernández                                                   | 400 m vegyes         | 5:09,8   | 6.       | 15.      |          |          |          | kiesett | kiesett  |
| Rafael Hernández Salvador Ruíz Alfredo Guzmán Guillermo Echevarría | 4 × 100 m gyorsváltó | 3:58,9   | 6.       | 12.      |          |          |          | kiesett | kiesett  |
| Rafael Hernández Guillermo Echevarría Alfredo Guzmán Salvador Ruíz | 4 × 200 m gyorsváltó | 8:50,3   | 7.       | 15.      |          |          |          | kiesett | kiesett  |

Női
| Versenyző         | Versenyszám    | Előfutam | Előfutam | Előfutam | Elődöntő | Elődöntő | Elődöntő | Döntő   | Döntő    |
| Versenyző         | Versenyszám    | Idő      | Hely.    | Össz.    | Idő      | Hely.    | Össz.    | Idő     | Helyezés |
| ----------------- | -------------- | -------- | -------- | -------- | -------- | -------- | -------- | ------- | -------- |
| María Luisa Souza | 400 m gyors    | 5:05,2   | 5.       | 20.      |          |          |          | kiesett | kiesett  |
| Olga Belmar       | 400 m gyors    | 5:14,0   | 7.       | 29.      |          |          |          | kiesett | kiesett  |
| Silvia Belmar     | 100 m pillangó | 1:12,1   | 4.       | 23.      | kiesett  | kiesett  | kiesett  | kiesett | kiesett  |
| Silvia Belmar     | 400 m vegyes   | 6:00,7   | 5.       | 20.      |          |          |          | kiesett | kiesett  |

## Vitorlázás
Nyílt
| Versenyző                                             | Versenyszám     | Futam | Futam | Futam | Futam | Futam | Futam | Futam | Pontszám | Helyezés |
| Versenyző                                             | Versenyszám     | 1     | 2     | 3     | 4     | 5     | 6     | 7     | Pontszám | Helyezés |
| ----------------------------------------------------- | --------------- | ----- | ----- | ----- | ----- | ----- | ----- | ----- | -------- | -------- |
| Fernando Ortíz                                        | Finn dingi      | 239   | 101   | 101   | 101   | 101   | 142   | (0)   | 785      | 32.      |
| Carlos Braniff Andrés Gerard, Sr.                     | Csillaghajó     | 290   | 377   | (101) | 155   | 127   | 185   | 290   | 1424     | 14.      |
| Sergio González Alfonso Serrano                       | Repülő hollandi | 101   | 168   | (0)   | 144   | 144   | 144   | 144   | 845      | 21.      |
| Luis Aguilar Iker Belausteguigoitia Víctor de la Lama | 5,5 méteres     | (101) | 131   | 101   | 163   | 131   | 101   | 131   | 758      | 15.      |
| Juan Frias Mauricio de la Lama Eduardo Prieto         | Sárkányhajó     | (101) | 618   | 287   | 232   | 101   | 232   | 162   | 1632     | 18.      |